# Jean Chabanon
Pour les articles homonymes, voir Chabanon (homonymie).
Jean Chabanon est un homme politique français (bonapartiste), né le 6 octobre 1801 à Castillon-du-Gard et mort le 1er mars 1878 à Uzès. 

## Biographie
Docteur en médecine, membre du conseil général du Gard, Chevalier de la Légion d'honneur. Il a démissionné lors de son dernier mandat de maire d'Uzès.

## Mandats électifs
- Maire d'Uzès (1853-1863)
- Député du Gard (1861-1863)

## Sources
- « Jean Chabanon », dans Adolphe Robert et Gaston Cougny, Dictionnaire des parlementaires français, Edgar Bourloton, 1889-1891 [détail de l’édition]